# Driffield (Gloucestershire)
Driffield est une paroisse civile et un village du Gloucestershire, en Angleterre.